# Museo Nacional de Arqueología y Etnología de Guatemala
El Museo Nacional de Arqueología y Etnología (MUNAE) es una institución pública guatemalteca encargada de la conservación, investigación y difusión de los bienes arqueológicos y etnológicos, pertenecientes al Patrimonio Cultural de la Nación de Guatemala. Depende administrativamente del Ministerio de Cultura y Deportes.
Se trata de un museo nacional dedicado a la investigación de la importante herencia cultural de esta nación mesoamericana. Está ubicado en la Finca La Aurora en la capital del país. Forma parte del Museo Nacional, creado por decreto gubernamental el 30 de junio de 1898.  
La sección de Arqueología fue creada el 28 de junio de 1931 en el Salón de Té de la Finca La Aurora y en 1946 se estableció en su domicilio actual. 
Actualmente cuenta con 4200 m² de espacio de exhibición y 2000 m² destinados a la restauración e investigación de las piezas que integran sus varias colecciones. El MUNAE alberga una colección de 35,000 objetos arqueológicos y 15,000 objetos etnológicos, que se complementan con una pequeña colección de esculturas, pinturas, réplicas, modelos arquitectónicos, dioramas y escenografías dentro de sus recursos museográficos.

## Exhibición

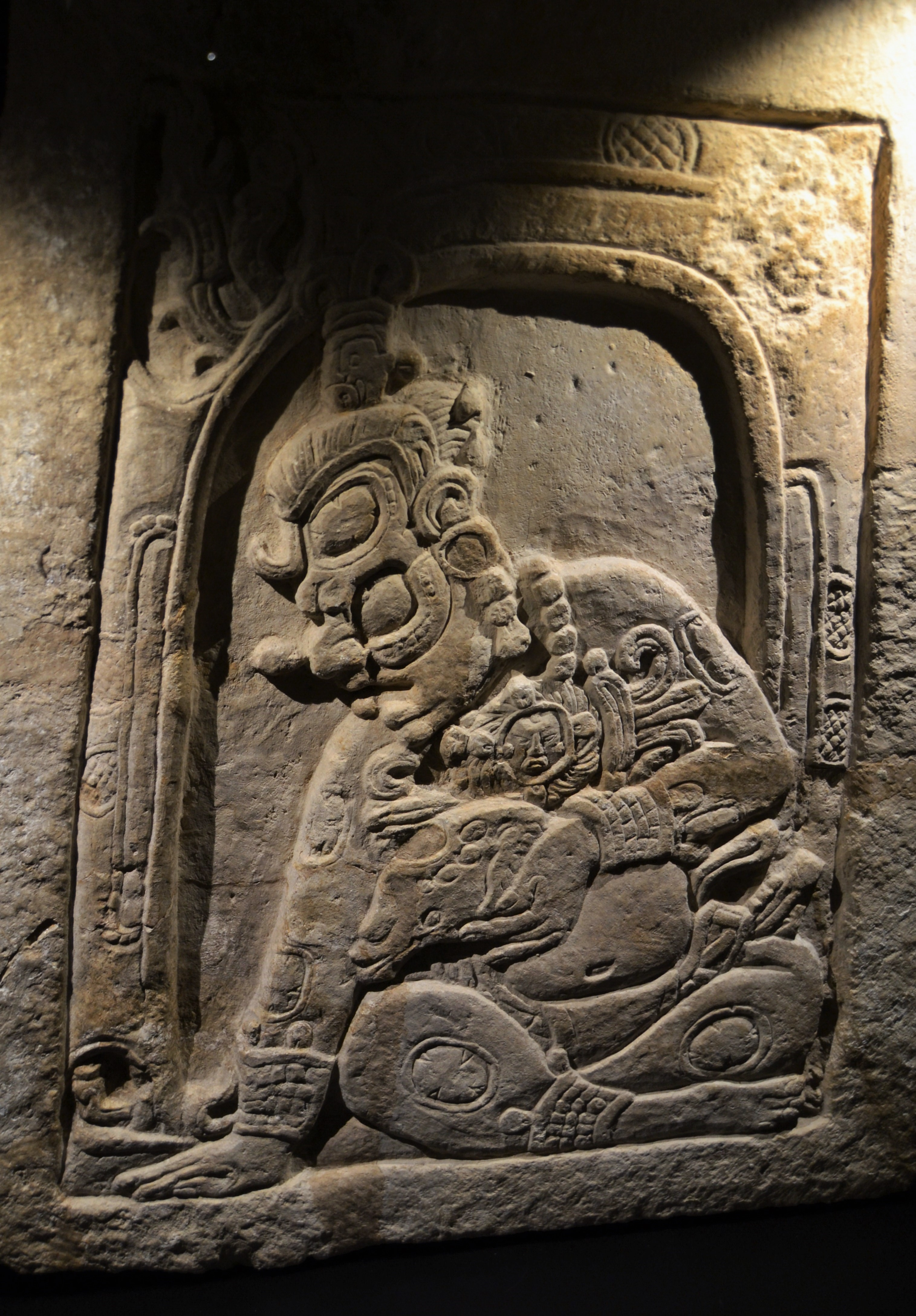
El dios K'inich Ajaw del sitio arqueológico de Dos Pilas.

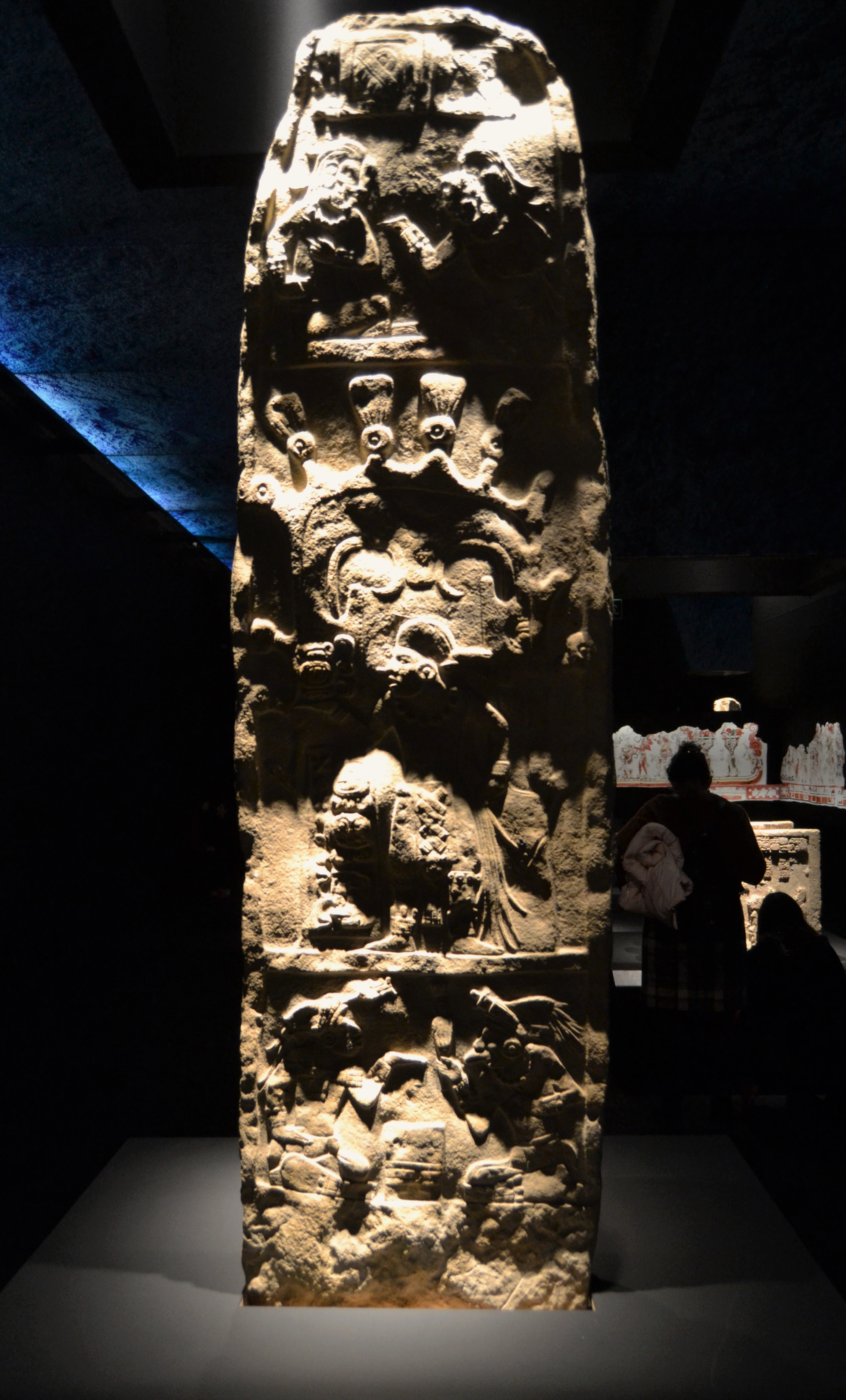
Estela 3 del sitio arqueológico de El Ceibal.

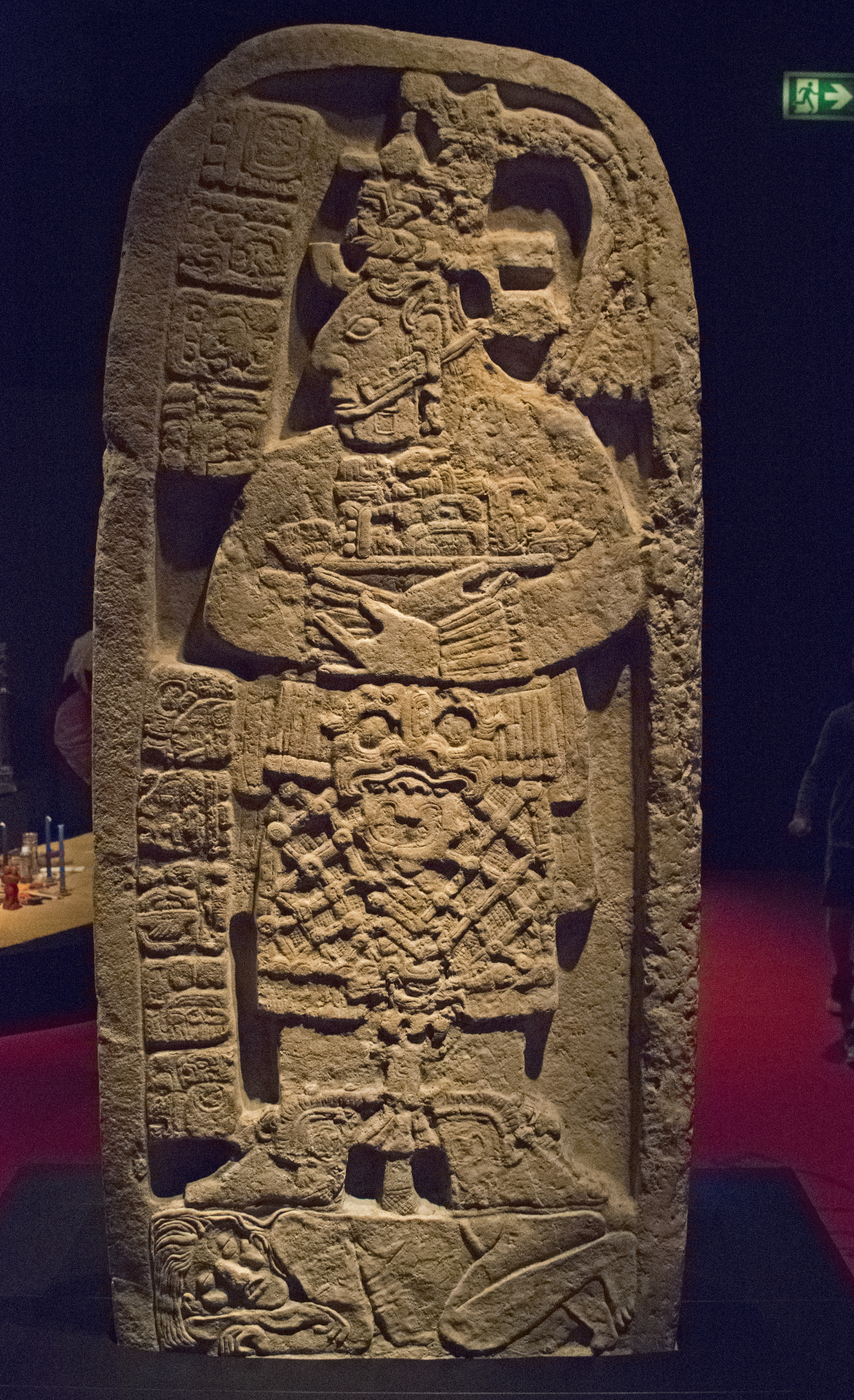
Estela que representa a una reina maya de El Naranjo.

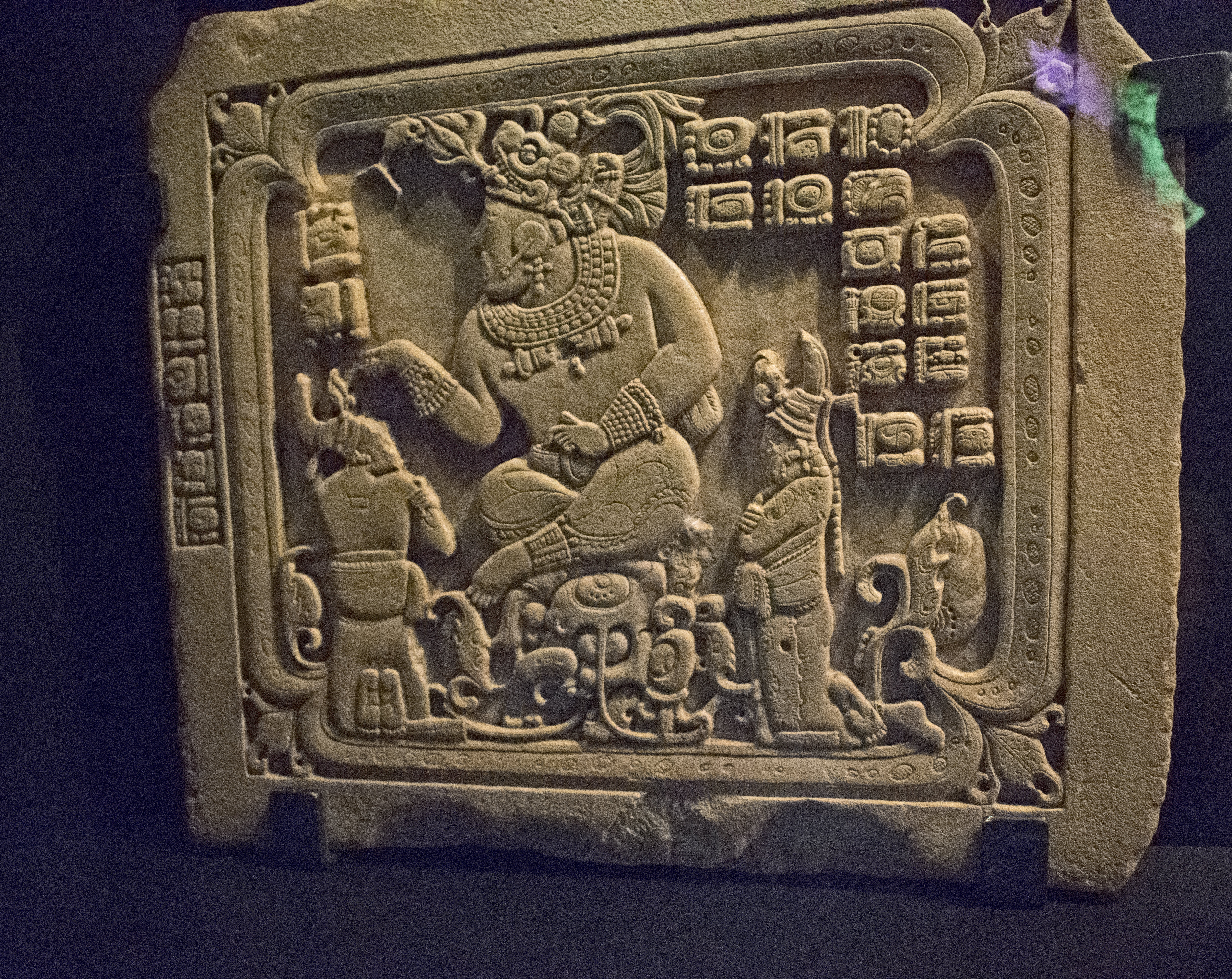
Panel que muestra un rey con dos señores menores, piedra caliza, de Cancuén.

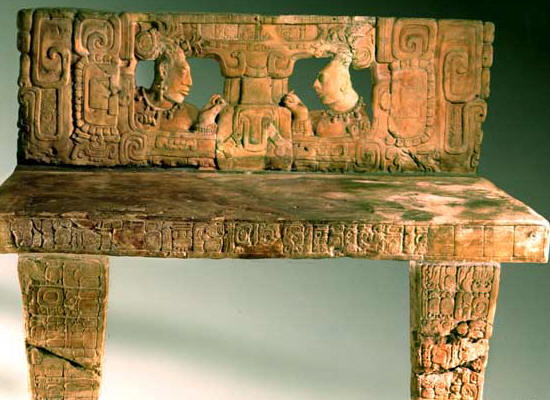
Trono I del sitio arqueológico de Piedras Negras.

El Museo Nacional de Arqueología y Etnología contiene una muestra permanente de varios temas relacionados con la historia de la cultura maya en Guatemala. También se presentan diversas y variadas exposiciones temporales sobre los mismos temas. 
En el museo se encuentra información de los primeros grupos de cazadores recolectores que ocuparon el país, hasta lo que ocurre en la época contemporánea relativo a las culturas mayas. Se explica también el fenómeno multicultural que existe en Guatemala, patrón de la identidad nacional, por medio de la colección arqueológica y etnológica representativa de 3000 años de historia.